# Und jetzt das Ganze nochmal von vorn
Und jetzt das Ganze nochmal von vorn (Originaltitel: Je suis timide … mais je me soigne) ist eine französische Filmkomödie aus dem Jahr 1978 mit Pierre Richard, der auch Regie führte und das Drehbuch schrieb. In der DDR wurde der Film unter dem übertragenen Titel Ich bin schüchtern, aber in Behandlung gezeigt.

## Handlung
Der schüchterne Pierre Renaud arbeitet als Kassierer in einem Hotel in Vichy. Als die von Fotografen begleitete attraktive Agnès Jensen das Hotel besucht, verliebt sich Renaud auf Anhieb in sie. Um seine Schüchternheit zu überwinden, nimmt er Hilfe des Psychologen Aldo Ferrari in Anspruch. Gemeinsam mit ihm reist er Agnès nach Nizza nach, wo Renaud eine Stelle als Tellerwäscher in ihrem Hotel annimmt, um ihr stets nah zu sein. Gemeinsam mit Aldo erdenkt sich Renaud eine Reihe von Plänen, um Agnès auf sich aufmerksam zu machen, diese weist jedoch Renauds Avancen stets zurück.
Es stellt sich heraus, dass für Agnès das luxuriöse Leben, das sie führt, schon nach einer Woche beendet ist, weil sie es lediglich in einem Preisausschreiben gewonnen hat. Sie wird nach Hause gefahren und trifft unterwegs auf Renaud und Aldo, die versuchen, per Anhalter zurück nach Vichy zu gelangen. Sie steigt aus und setzt gemeinsam mit Renaud und Aldo ihren Weg fort.

## Synchronisation
Die deutsche Synchronbearbeitung entstand 1978 bei Rainer Brandt Filmproduktions GmbH, Berlin. Das Dialogbuch verfasste Rainer Brandt, der auch die Synchronregie übernahm.
| Rolle          | Darsteller       | Synchronsprecher       |
| -------------- | ---------------- | ---------------------- |
| Pierre Renaud  | Pierre Richard   | Andreas Mannkopff      |
| Aldo Ferrari   | Aldo Maccione    | Jürgen Thormann        |
| Agnès Jensen   | Mimi Coutelier   | Evelyn Maron           |
| Monsieur Henri | Jacques François | Friedrich Schoenfelder |

## Kritik
„Mäßig unterhaltsames Lustspiel mit wenigen gelungenen Gags. Ansätze zur Charakterkomik werden durch die klamaukbetonte Inszenierung und Darstellung vertan.“